# إرلنغن

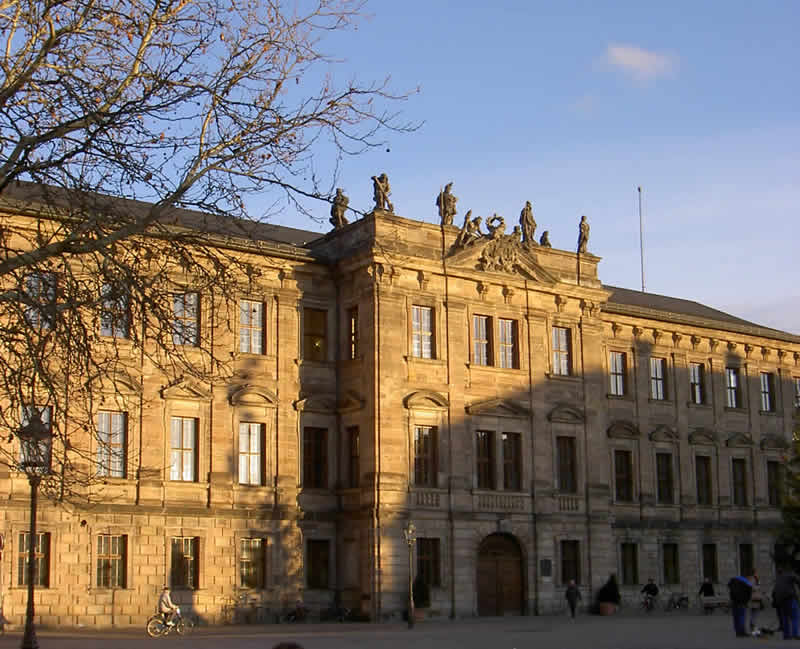
القصر أحد أشهر معالم إرلنجن وهو حاليا مقر إدارة الجامعة

إرلنغن (بالألمانية: Erlangen) هي مدينة في ولاية بافاريا الألمانية. يعيش بها أكثر من مئة ألف نسمة. أهم ما يميز المدينة هي جامعة إرلنجن نورنبرج، والفروع الرئيسية المتعددة لشركة سيمنز الألمانية.

## توأمة
لإرلنغن اتفاقيات توأمة مع كل من:
- رين (1964 - )
- فلاديمير (1983 - )
- ينا (8 أبريل 1987 - )[12]
- ستوك أون ترينت (1989 - )
- بشكطاش (2003 - )
- ريفرسايد (2013 - )
- Eskilstuna Municipality [الإنجليزية]‏
- Enköping Municipality [الإنجليزية]‏ منذ (1961 - )

## أعلام
- هاينريش فاغنر
- لوتار ماتيوس
- فيلهالم دانيال يوزاف كوخ
- كارل جورج كريستيان فون شتاوت
- يوجين يوهان كريستوف اسبير
- جورج سيمون أوم
- بول غوردان
- كارل فريدريش فيليب فون مرتيوس
- إيمي نويثر
- يوهان كريستيان دانيل فون شربر